# Neoherminia tojanalis
Neoherminia tojanalis är en fjärilsart som beskrevs av Paul Dognin 1914. Neoherminia tojanalis ingår i släktet Neoherminia och familjen nattflyn. Inga underarter finns listade i Catalogue of Life.